# John George Nicolay

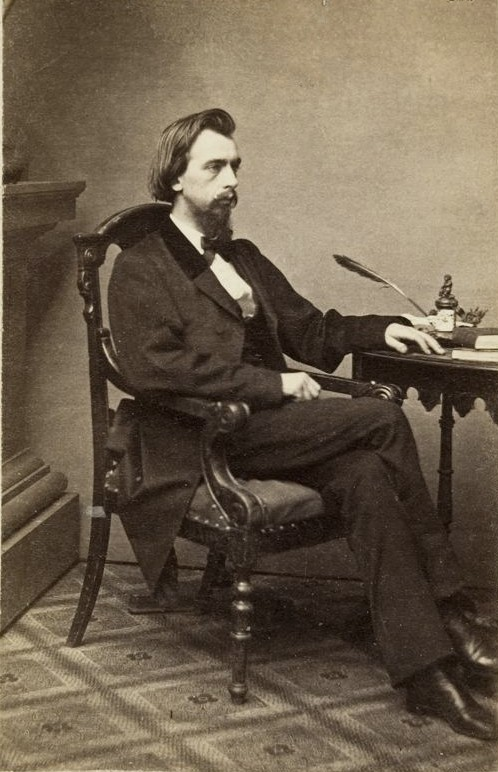
John George Nicolay

John George Nicolay (* 26. Februar 1832 in Essingen (Pfalz); † 26. September 1901 in Washington, DC) war ein Privatsekretär und Biograph von Abraham Lincoln.

## Leben
John wurde als das jüngste und schwächste von fünf Kindern beschrieben. 1838, im Alter von sechs Jahren, siedelte er mit seinem Vater in die USA über. Die Familie ließ sich zunächst in Cincinnati in Ohio, danach in Indiana, Missouri und zuletzt in Illinois nieder. Nach dem Tod seiner Eltern verwaist arbeitete John zunächst in einem Laden und trat mit sechzehn eine Lehrstelle bei der „Free Press“, einer Zeitung der Whigs im Pike County, die in Pittsfield herausgegeben wurde. Acht Jahre später war er der Besitzer und Herausgeber der Zeitung und ein angesehener Journalist. In dieser Zeit lernte er John Hay kennen. 1856 verkaufte er die Zeitung und trat eine Stelle beim Secretary of State von Illinois, damals Ozias M. Hatch an. In dieser Funktion machte er die Bekanntschaft von Abraham Lincoln, der ihn nach seiner Nominierung 1860 zu seinem Privatsekretär ernannte. Diesen Posten bekleidete er bis zu Lincolns Ermordung im Jahr 1865. Nach der Wahl nahm die Arbeitsbelastung so zu, das er Lincoln um Verstärkung bat und dazu John Hay vorschlug. 1862 wurde Nicolay vom Präsidenten nach Minnesota geschickt, um dem Kommissar für Indianerangelegenheiten, William P. Dole, bei Vertragsverhandlungen mit Chief Hole-in-the-Day zu unterstützen. Im Jahr darauf verhandelte er im Colorado-Territorium mit den Ute. Bei der Parteiversammlung der Republikaner in Baltimore im Jahr 1864 überwachte er im Auftrag Lincolns dessen erneute Nominierung. Seine Tätigkeit als Privatsekretär endete, als Lincoln ihn auf seinen Wunsch hin zum Konsul der Vereinigten Staaten in Paris ernannte. Zum Zeitpunkt von Lincolns Ermordung befand er sich auf einer Reise. Er kehrte nach Washington zurück, um Lincolns Papiere zu ordnen, und trat dann seinen Dienst in der französischen Hauptstadt an. Er versah diesen, bis Ulysses S. Grant ihn 1869 abberief.
Nach seiner Rückkehr nach Amerika war er eine Zeit lang Herausgeber der Zeitung „Chicago Republican“ und bekleidete ab 1872 den Posten des Leiters der Supreme Court Police, bis er nach 15 Jahren aus gesundheitlichen Gründen zurücktrat. 1875 begann er zusammen mit John Hay die Arbeit an seinem Hauptwerk, der Bibliographie von Lincoln. Das Werk wurde ab 1886 in Auszügen als Serie im „The Century Magazine“ veröffentlicht und erschien 1890 als zehnbändige Buchausgabe. Es wurde lange Zeit als umfangreichste Quelle über Lincolns Leben betrachtet. Nicolay und Hay versuchten so gut wie möglich ihre Aussagen mit Dokumenten abzusichern, statt sich auf interviewte Zeitzeugen zu verlassen. Dabei gingen sie zu Lincolns Gunsten parteiisch vor. Nicolay hatte eine besondere Neigung, die Konföderierten zu verteufeln, Hay dagegen sah den Krieg als Vergangenheit an. Eine gekürzte Version wurde 1902 posthum von seiner Tochter unter seiner Urheberschaft veröffentlicht. 1881 veröffentlichte er ein Buch über den Ausbruch des Sezessionskrieges. Er schrieb auch die Abschnitte darüber für The Cambridge Modern History.
Nach dem Tod seiner Frau im Jahre 1885 reiste er zusammen mit seiner Tochter aus gesundheitlichen Gründen unter anderem nach Colorado, zusammen mit Hay und dessen Frau, auf die Isles of Shoals, wo seine Tochter im Salon von Celia Thaxter Childe Hassam kennenlernte, und nach Bethlehem. Auf diesen Reisen traf er neben Hay auch Richard Watson Gilder, den Herausgeber des The Century Magazine, mit dem er und Hay die Veröffentlichung der Lincoln-Biographie besprachen. Ein Zufall führte Nicolay und seine Tochter 1890 nach Holderness (New Hampshire), wo er 1895 ein Sommerhaus bauen ließ. Das Anwesen ging nach Nicolays Ableben in den Besitz seiner Tochter über und steht seit 2014 als Teil eines geschützten Gebietes im National Register of Historic Places.
Nach seiner Rückkehr aus Ägypten im Frühjahr starb John G. Nicolay nach längerer Krankheit am 26. September 1901 im gemeinsam mit seiner Tochter bewohnten Haus in Washington, DC.

## Familie
John G. Nicolay heiratete Therena Bates im Jahr 1865. Mit ihr hatte er eine Tochter, Helen Nicolay, die 1866 in Paris geboren wurde, und einen Sohn, der 1877 als Baby starb. Therena Bates starb 1885. Helen wurde die ständige Begleiterin ihres Vaters, der sein Leben lang an einer schwachen Konstitution laborierte. Gemeinsam bereisten sie ausgiebig Europa, Ägypten und den amerikanischen Westen. Während John als Amateur aquarellierte und sich auf Wildblumen spezialisierte, wurde Helen künstlerisch ausgebildet und malte in Aquarell und Öl.

## Werke
- gemeinsam mit John Hay: Abraham Lincoln: A History. 10 Bände, (1890)
- Campaigns of the Civil War – Volume 1 The Outbreak of Rebellion. (1881)